# 4582 Hank
4582 Hank este un asteroid din centura principală, descoperit pe 31 martie 1989 de Carolyn Shoemaker.